# Guido Leoni (motociclista)
Guido Leoni (Castellucchio, 14 luglio 1915 – Ferrara, 6 maggio 1951) è stato un pilota motociclistico italiano.

## Carriera
Il suo esordio nel motomondiale avvenne nell'edizione inaugurale, alla guida di una Moto Guzzi in classe 500, raccogliendo il quarto posto al Gran Premio motociclistico delle Nazioni 1949; grazie ai 6 punti assegnati si classificò al decimo posto assoluto al termine della stazione. Tra l'altro, nello stesso Gran Premio, nella classe 250, ben si classificò anche un suo quasi omonimo, l'altro pilota italiano Gianni Leoni; con questo centauro ebbe anche in comune la tragica morte, avvenuta nello stesso anno per entrambi.
Nel 1951 partecipò al primo Gran Premio della stagione, svoltosi in Spagna, conquistando la vittoria nella classe 125 guidando una Mondial.
Dopo il buon inizio stagionale, meno di un mese più tardi, il 6 maggio, durante il primo giro della prova del Campionato Italiano Seniores che si stava svolgendo a Ferrara, una carambola coinvolse sedici moto e Leoni trovò la morte, unitamente a Raffaele Alberti. Pur essendo deceduto, al termine della stagione risultò al quinto posto nella classifica generale.
Al di là della sua carriera nel campionato mondiale, da rimarcare anche le vittorie nel Circuito delle Terme di Caracalla del 1948 e nella Milano-Taranto del 1950.

## Risultati nel motomondiale

### Classe 125
| 1951 | Classe | Moto    |   |    |  |    |  |    |  |  | Punti | Pos. |
| ---- | ------ | ------- | - | -- |  | -- |  | -- |  |  | ----- | ---- |
| 1951 | 125    | Mondial | 1 | NE |  | NE |  | NE |  |  | 8     | 5º   |

| Legenda | 1º posto        | 2º posto            | 3º posto            | A punti      | Senza punti        | Grassetto – Pole position Corsivo – Giro più veloce |
| Legenda | Gara non valida | Non qual./Non part. | Ritirato/Non class. | Squalificato | '-' Dato non disp. | Grassetto – Pole position Corsivo – Giro più veloce |

### Classe 500
| 1949 | Classe | Moto       |  |   |     |   |  |   |  |  | Punti | Pos. |
| ---- | ------ | ---------- |  | - | --- | - |  | - |  |  | ----- | ---- |
| 1949 | 500    | Moto Guzzi |  | 6 | Rit | 6 |  | 4 |  |  | 6     | 10º  |

| 1950 | Classe | Moto      |  |  |  |  |  |    |  |  | Punti | Pos. |
| ---- | ------ | --------- |  |  |  |  |  | -- |  |  | ----- | ---- |
| 1950 | 500    | MV Agusta |  |  |  |  |  | 12 |  |  | 0     |      |

| 1951 | Classe | Moto       |     |  |  |  |  |  |  |  | Punti | Pos. |
| ---- | ------ | ---------- | --- |  |  |  |  |  |  |  | ----- | ---- |
| 1951 | 500    | Moto Guzzi | Rit |  |  |  |  |  |  |  | 0     |      |

| Legenda | 1º posto        | 2º posto            | 3º posto            | A punti      | Senza punti        | Grassetto – Pole position Corsivo – Giro più veloce |
| Legenda | Gara non valida | Non qual./Non part. | Ritirato/Non class. | Squalificato | '-' Dato non disp. | Grassetto – Pole position Corsivo – Giro più veloce |